# Жабєк-в-Подбочю
Жабєк-в-Подбочю (словен. Žabjek v Podbočju) — поселення в общині Кршко, Споднєпосавський регіон, Словенія. Висота над рівнем моря: 162 м.